# La Generación Halley (álbum)
La Generación Halley es un álbum de la banda sonora original de la película “La Generación Halley”, en donde la cantante venezolana Melissa hace su debut en la actuación; aparte de interpretar ella misma el tema central de la banda sonora: “Somos Tú Y Yo”, canción que aparece incluida en repertorio del álbum Melissa III (1986).

## Temas
Lado A:
1. “Llévame A Volar Contigo” (canta: Jorge Aguilar).
2. “Running For Your Love” (canta: Baltimora).
3. “Pelea” (instrumental)—(interpreta: Pablo Manavello).
4. “Calle Del Atardecer” (canta: Frank Quintero).
5. “Dulces Sueños” (canta: Melissa).
6. “Sin Querer Evitarlo” (canta: Frank Quintero).
7. “Comenzó A Cantar” (canta: Pablo Manavello).
8. “Ácido Sulfúrico” (canta: Guillermo Dávila)

Lado B
1. “Tema De Amor De Sonia” (canta: Frank Quintero).
2. “Te Adoro” (canta: Karina).
3. “Quiero Ser” (canta: Jorge Aguilar).
4. “Empezar A Vivir” (canta: Pablo Manavello).
5. “Madonna Eye's” (canta: Jayne Collins).
6. “Pero Se Marchó” (canta: Guillermo Dávila).
7. “El Encuentro” (instrumental)—(Pablo Manavello).
8. “Somos Tú Y Yo” (canta: Melissa).

## Datos del álbum
- Música original de: Pablo Manavello.
- Producción Musical: Pablo Manavello, Carlos Montenegro.
- Diseño Gráfico: José Estrada.
- Depósito Legal: nb-86-2500.

## Sencillos
1. Somos tú y yo (con videoclip).

- Datos: Q5963553